# 103ª Squadriglia
La 103ª Squadriglia del Corpo Aeronautico del Regio Esercito dal novembre 1916 vola con aerei Voisin.

## Storia

### Prima guerra mondiale
La 103ª Squadriglia viene creata nel novembre 1916 sul campo volo La Cascante di San Vito dei Normanni al comando del capitano Federico Calleri di Sala dotata di 6 Voisin III.
Alla fine dell'anno dispone di 5 piloti tra cui il Tenente Umberto Gelmetti e molti mitraglieri e nel maggio 1917 transita sui Savoia-Pomilio SP.2.
In estate è al comando del Tenente Giovanni Macerandi che dispone di altri 5 piloti ed in agosto riceve alcuni Nieuport 11 e Savoia-Pomilio SP.3.
In settembre dispone di 7 piloti, un S.P.2, 2 S.P.3 e 2 Ni.XI ed all'inizio del 1918 mediamente vola con 3 S.P.3 e 3 Ni.XI operativi.
Il 16 maggio dispone di 6 piloti, 7 S.P.3 e 5 Nieuport che sono ormai vetusti rispetto ai più veloci idrovolanti Lohner K di Durazzo.
Il 30 giugno dispone di 4 piloti per 8 S.P.3 e 3 piloti per 5 Nieuport.
All'inizio dell'autunno arrivano 14 Ansaldo S.V.A. 3 con mitragliatrice Fiat Mod. 14 tipo Aviazione sull'ala ed altri 4 piloti.
Il 15 ottobre passa sotto la Regia Marina ed alla fine del conflitto e dislocata a San Vito dei Normanni e Valona con 14 SVA, 6 S.P.3 e 3 Ni XI venendo poi sciolta.

### Guerra d'Etiopia
La 103ª Squadriglia della Regia Aeronautica rinasce il 27 luglio 1935. Il 22 agosto il reparto parte per Massaua il giorno 29 nell'ambito della Guerra d'Etiopia; il 14 settembre tutti i 9 IMAM Ro.37 sono collaudati e l'unità va a Gura (Eritrea) per prendere parte alle prime operazioni inquadrata nella III Brigata aerea di Asmara.
Al 15 gennaio 1936 la 103ª Squadriglia da incursione veloce è all'Aeroporto di Macallè nello Stormo aeroplani da ricognizione tattica.

### Seconda guerra mondiale
Nel luglio 1942 è a Misurata nella Libia italiana sui Caproni Ca.309 della Regia Aeronautica.
All'8 settembre 1943 era all'Aeroporto di Bari-Palese dotata di 5 Caproni Ca.314 ed un Caproni Ca.313 nel LIX Gruppo del 20º Stormo Osservazione Aerea.
La squadriglia poi entra nell'Aeronautica Cobelligerante Italiana assegnata ora al 2º Gruppo Trasporti (2º Gruppo volo) di stanza sull'Aeroporto di Lecce-Galatina con gli S.M.84, rimase in servizio almeno fino al maggio 1945, data della cessazione delle ostilità, che la colse sull'Aeroporto di Roma-Centocelle.